# Сергей Юран
Сергей Юран (на руски: Серге́й Никола́евич Юра́н) е бивш руски футболист, нападател. Известен с изявите си за Динамо Киев и Бенфика, Юран е считан за един от най-талантливите футболисти от Източния блок в началото на 90-те години. Има 25 мача и 5 попадения за националния отбор на Русия, с който участва на световното първенство в САЩ през 1994 г. Треньор на Балтика Калининград.

## Кариера
В професионалния футбол дебютира на 16 години за местния клуб „Заря“ във Втора лига на СССР. Помага на отбора си да спечели промоция и през 1987 г. преминава в Динамо Киев. През сезон 1988 вкарва 10 гола в 11 мача за дублиращия отбор, но в мач с дубъла на Торпедо (Москва) полузащитникът на „черно-белите“ Сергей Шустиков чупи крака на Юран и Сергей се възстановява от травмата една година. Със забележителната си игра и воля на характера Юран успява да пробие в мъжкия отбор. Дебютира в първия състав през 1990 г., като за 13 мача вкарва 9 попадения, печели първенството на СССР, а през лятото на 1990 г. става европейски шампион за младежи в националния отбор до 21 години. Годината за Юран е страхотна, като на 9 октомври дебютира за националния отбор на СССР с 2 попадения в приятелски мач срещу Израел. Избран е и за футболист на годината в Украйна.
През лятото на 1991 г. Юран преминава в Бенфика. Освен него е привлечен и Василий Кулков от Спартак Москва. Още в дебютния си мач Сергей отбелязвва 4 попадения срещу шампиона на Кипър. Става голмайстор на Шампионската лига със 7 гола в 9 мача. Толкова отбелязва и в шампионата на Португалия, само че за 21 изиграни срещи. През 1993 г. печели купата на Португалия. През сезон 1993/94 резултатността на нападателя спада, но той най-накрая успява да спечели титлата на Португалия. След шампионския сезон и напускането на треньора Свен-Горан Ериксон Юран и Кулков преминават в Порто. „Драконите“ печелят първенството, а двамата руснаци стават първите чужденци, печелили титлата на Португалия в 2 поредни години в 2 различни отбора.
През есента на 1995 г. подписва със Спартак Москва, за да помогна на отбора в Шампионската лига. Червено-белите записват 6 победи в груповата фаза – рекорд, който са постигали само 5 отбора в историята на футбола. В края на сезона обаче напуска поради конфликт с ръководството. Задади бъдещата си съпруга, която живее в Лондон, Сергей преминава във втородивизионния английски Милуол. Юран губи формата си, отбелязва само 1 попадение в 13 срещи и след края на сезона е освободен. След като остава свободен агент известно време, преминава в немския Фортуна Дюселдорф. Контузия му попречва да разкрие пълния си потенциал, но все пак след добри изяви е привлечен от Бохум, с който играе в Купата на УЕФА. В края на 1998 г. е отстранен от отбора поради замесване в множество скандали.
През 1999 г. се завръща в Спартак Москва и става един от лидерите на отбора по асистенции. Като цяло, Юран не блести с играта си и в края на годината е продаден на Щурм Грац. С австрийския отбор отново играе в Шампионската лига, но прекратява кариерата си през 2001 г. поради множеството контузии.

## Успехи
- Шампион на СССР – 1990
- Купа на СССР – 1990
- Шампион на Португалия – 1993/94, 1994/95
- Купа на Португалия – 1992/93
- Шампион на Русия – 1999
- Голмайстор на Шампионска лига – 1991/92 - 7 попадения (поделя приза с Жан-Пиер Папен)